# Devant-les-Ponts
Devant-Les-Ponts est un quartier de Metz, ancien faubourg et ancienne commune situé à l’ouest de Metz, sur la rive gauche de la Moselle.

## Géographie
Le quartier de Devant-Les-Ponts se situe seulement à 2,5 km à l'Ouest du centre-ville de Metz.
Ce quartier est très proche du centre-ville université. Le centre-ville est pratique et facilement accessible par la route de Plappeville de Ban-Saint-Martin.

## Toponymie
Devant Les Ponts (1430), L'isle (ou L'Isle les Metz) (période révolutionnaire).

## Histoire
De 1790 à 1907, Devant-Les-Ponts a été une commune (comme Plantières/Queuleu, Le Sablon, Borny, Magny et Vallières).
Le 31 octobre 1907, le conseil municipal de Metz vote l’incorporation de la commune de Devant-Les-Ponts et le 1er avril 1908, la commune de Devant-Les-Ponts est officiellement intégrée au district urbain (Stadtkreis Metz) de Metz.
En 1854, la commune perdit 43,72 ha "le hameau du Sauvage et le champ de manœuvre" (au profit du Ban-Sain-Martin).
De 1854 aux années 1990, elle posséda sa propre gare ferroviaire (fret et voyageurs), celle-ci ne servira que de fret dès la mise en service de la gare de Metz-Nord (proximité immédiate de Woippy), en 1908[source insuffisante].
Depuis 2013 se déroule (le dernier dimanche de septembre) une marche "La Prépontoise".
En 2015, le comité de quartier a édité un livret historique.

## Héraldique
|  | Blason de la commune de Devant-les-Ponts, figurant en chef l'emblème du paraige de Saint-Martin ainsi qu'un pont renvoyant certainement au pont des morts sur la Moselle. |

## Administration
Ce quartier est le siège d’un bureau distributeur[Quoi ?] pour la partie de Metz située sur la rive gauche de la Moselle et quelques communes avoisinantes (Le Ban-Saint-Martin, Longeville-lès-Metz, Lorry-lès-Metz, Plappeville), dont le code postal est 57 050. (''050" = toute la partie Ouest de Metz, Metz Sud, Metz Ouest et Metz Nord)
En 1973, la mairie de Metz met en place des mairies annexe dans chaque quartier.
Celle de Devant-Les-Ponts se trouvait alors dans un local du collège.
En 2002, elle déménagea pour aller dans un local de l'ancienne école Château Aumiot I. Après avoir été fermée en septembre 2017, elle a rouvert ses portes en février 2021.[réf. souhaitée]
Un processus de création de comité de quartier a été initié en juin 2008.[réf. nécessaire]

## Démographie
| 1806 | 1836 | 1876 | 1886  | 1896  | 1906  |
| ---- | ---- | ---- | ----- | ----- | ----- |
| 456  | 772  | 959  | 1 880 | 2 197 | 3 675 |

## Lieux et monuments
- Collège Jean-Rostand.
- Ancien château de Bagatelle.
- Caserne Desvallières : ancienne caserne de cavalerie construite pendant l’annexion allemande.

### Édifices religieux

#### Église du Très-Saint-Sacrement
Le premier coup de pioche pour construire, à l’actuel 22 rue Nicolas-Jung, l’église du Saint-Sacrement (ou du très Saint-Sacrement) est donné par Mgr Pelt le 8 septembre 1924. L’architecte Georges Tribout dirige les travaux, assisté de Joseph Hiriart et Georges Beau. L’édifice est consacré le 27 mars 1927. L’autel principal et les autels latéraux sont en marbre blanc. Les ornementations de ferronneries d’art en bronze doré, représentant des symboles bibliques, sont du maître serrurier Eugène Goulon. Les orgues primitives, acquises en 1925, provenaient de l’hôpital militaire de Metz et dataient de 1870. Les orgues actuelles, de la maison Haerpfer de Boulay, datent de 1946. Les cloches, d’un poids total de 6 830 kg, sortent de la fonderie G. Farnier de Robecourt et furent bénites le 24 août 1930. Elles portent les noms de Marie, Joseph, Fiacre et Louis. Les vitraux, de coloris variés et de superficie étonnante, sont d’avant et d’après guerre et sortent des ateliers Benoit et Janin de Nancy, ainsi que des ateliers du maître verrier Simminger de Montigny-lès-Metz.

#### Église Notre-Dame-de-Lourdes

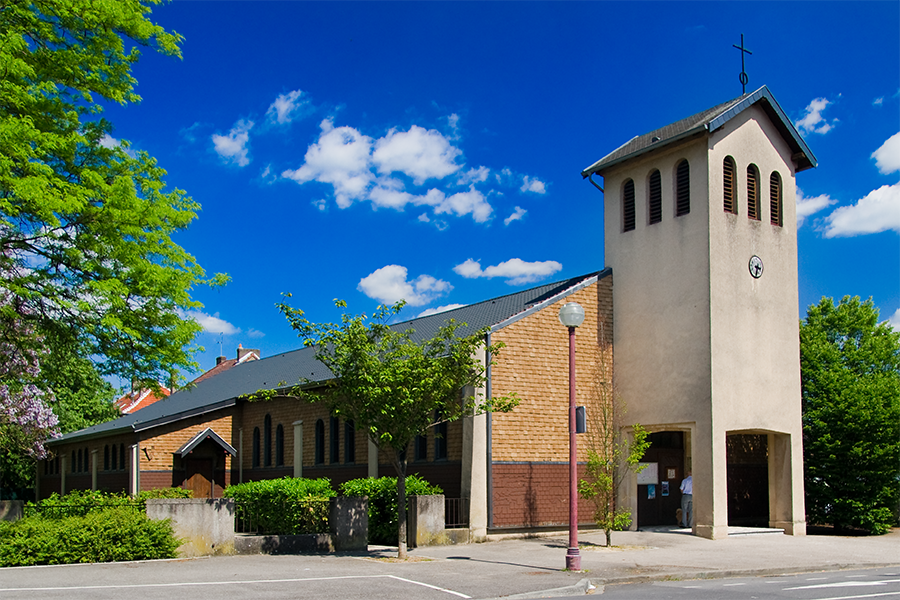
Église Notre-Dame-de-Lourdes, mai 2010.

Le quartier comptant de plus en plus d'habitants, une église est bâtie en 1950 (provisoire jusqu'en 1981). Celle-ci se trouve rue Notre Dame de Lourdes. L’église est restaurée en 1981 par les architectes J.-L. et M. Jolin à l’initiative de l’abbé Grostefan. Les murs extérieurs sont recouverts d’un bardage en terre cuite, le clocher est pourvu d’un nouvel enduit, la toiture reste inchangée. À l’intérieur, des lignes courbes animent les faux-plafonds et le mur en briques de Vaugirard situé derrière l’autel. Les murs sont revêtus de tapis coco.
Des vitraux rythment les travées de constructions. L’église était auparavant une vicariat résidentiel, elle est érigée en paroisse le 7 février 1982.

## Personnalités liées à la commune
- Germain-Hector PERIGOT,né à Devant-Les-Ponts en 1816,officier de marine français